# Suhl
Suhl (prononcé : /zuːl/) est une ville située en République fédérale d'Allemagne dans le sud du land de Thuringe au sud de la forêt de Thüringen (en français Thuringe) La ville connaît une longue tradition d'exploitation de mines à cause des gisements de minerai de fer que l'on y trouvait, ainsi que de la fabrication d'armes à feu. En 1952, elle devient la capitale du district de Suhl ce qui entraîne d'un côté un réaménagement de l'espace public et d'un autre côté un grand afflux d'habitants. Ainsi, elle passe de 25 000 habitants à plus de 55 000 habitants. Depuis la chute du mur et la réunification de l'Allemagne, elle subit une forte dépopulation comme la plupart des villes de l'ex-RDA. Au fil des années, la population a baissé jusqu'à son niveau actuel de moins de 40 000 habitants, ce qui pose un nouveau défi de restructuration de la ville face au chômage, à la migration des jeunes et à l'âge plus élevé de la plupart de sa population.

## Histoire
| Appartenances historiques Comté d'Henneberg 1037–1262 Comté d'Henneberg-Schleusingen 1262–1583 Électorat de Saxe 1583-1656 Duché de Saxe-Zeitz 1656–1718 Électorat de Saxe 1718-1806 Royaume de Saxe 1806–1815 Royaume de Prusse (Province de Saxe) 1815–1918 République de Weimar 1918–1933 Reich allemand 1933–1945 Allemagne occupée 1945–1949 République démocratique allemande 1949–1990 Allemagne 1990–présent |

### Préhistoire
Des découvertes archéologiques témoignent des premiers habitants du territoire de Suhl aux environs de 2000 av. J.-C.. Vers 500 av. J.-C. une peuplade de Celtes s'y sédentarise, vraisemblablement à cause des gisements de minerai de fer que l'on y trouvait.

### Moyen Âge et période moderne
Suhl est mentionnée pour la première fois en 1318. Pendant la guerre de Trente Ans, elle est pillée et détruite à maintes reprises.

### XIXesiècle
En 1815, à l'issue du Congrès de Vienne, elle tombe, comme tout le comté de Henneberg auquel elle appartenait, sous la domination de la Prusse, dans l'arrondissement de Schleusingen, dans le district d'Erfurt.
Bien qu’il y ait encore quelques mines à Suhl au début du XIXe siècle, cela n’était pas suffisant pour préserver l’office des mines de Suhl. En 1838, il fut déplacé à Kamsdorf près de Saalfeld. Avec l’industrialisation de la fabrication des armes au XIXe siècle, d’importantes usines d’armement se sont développées, comme les sociétés J. Sauer Sohn, C. G. Haenel et Simson. En 1840, un institut pour les armuriers militaires est ouvert à Suhl.
En 1861, une importante production de porcelaine commence. Les trois usines fondées en 1861, 1868 et 1882 à Suhl et Mäbendorf employaient plus de 1000 ouvriers. Dans les premières années, on produisait de la porcelaine cuite et plus tard de la porcelaine décorative.
En 1882, Suhl est raccordée au sud au réseau ferroviaire allemand, et en 1884 au nord avec l’achèvement du tunnel de Brandleite. En 1893, un Service de tir est ouvert à Suhl, le premier et donc le plus ancien en Allemagne.
Dès 1896, la production de bicyclettes a commencé dans les usines de Simson et en 1906, la production d’automobiles a commencé à Suhl. Les voitures de course et les voitures de luxe des usines Simson, comme la Simson Supra, ont rapidement acquis une excellente réputation.

### XXesiècle
Les combats de l’armée rouge de la Ruhr contre le putsch de Kapp sont rappelés par une inscription sur la mairie. Sous la république de Weimar, le Parti communiste d'Allemagne y est la principale force politique, incarnée jusqu'en 1927 par Guido Heym.
Pendant le Troisième Reich, profitant de la tradition de fabrication d'armes à feu, on en fit un important lieu de production d'armes de guerre. Elle atteint son apogée lorsque environ 10 000 prisonniers y travaillent pour fabriquer en grand nombre des mitraillettes, alors que la population ne s'élevait qu'à 20 000 personnes. Les troupes américaines s'emparent de Suhl au début du mois d'avril 1945, mais dès juin, des troupes soviétiques assument l'occupation de la ville. Elle devient la capitale du nouveau district de Suhl, ce qu'elle restera jusqu'à la réunification de l'Allemagne en 1990. Au cours de ces années, la ville change fondamentalement son apparence. Le vieux centre-ville est démoli en grande partie et de nouveaux bâtiments, conçus dans le style de l'architecture « socialiste », remplacent de vieilles maisons. Ainsi, Suhl devient un centre administratif et commercial, notamment avec l'institution d'un nouvel hôpital, ainsi que la mise en place d'une section importante du Ministère de la Sécurité de l'État.
Après 1990, la ville se trouve en face d'une nouvelle situation, elle est frappée comme toute l'ex-RDA par une faillite partielle de son industrie qui entraîne beaucoup de chômage et ensuite une perte importante de sa population, effets qui se perpétuent jusqu'à nos jours. Son état de ville artificiellement agrandie a contribué également à la situation difficile dans laquelle elle se trouve aujourd'hui. En plus, dans les années 1990, on a pris des décisions qui se sont avérées fatales, si bien qu'en 2007 le maire actuel, Jens Triebel, a dû déclarer la faillite de la ville. Les prochaines décisions importantes à prendre concerneront le développement du terrain urbain qu'il faut nécessairement adapter face à la baisse de la population, ainsi que la prise en considération de démolitions majeures.

## Démographie
| Date              | Habitants |
| ----------------- | --------- |
| 1525              | 1 255     |
| 1806              | 6 060     |
| 1er décembre 1900 | 11 533    |
| 16 juin 1933      | 15 477    |
| 1er décembre 1945 | 25 084    |
| 31 décembre 1988  | 56 345    |
| 31 décembre 2000  | 48 025    |
| 31 décembre 2006  | 40 954    |

## Monuments

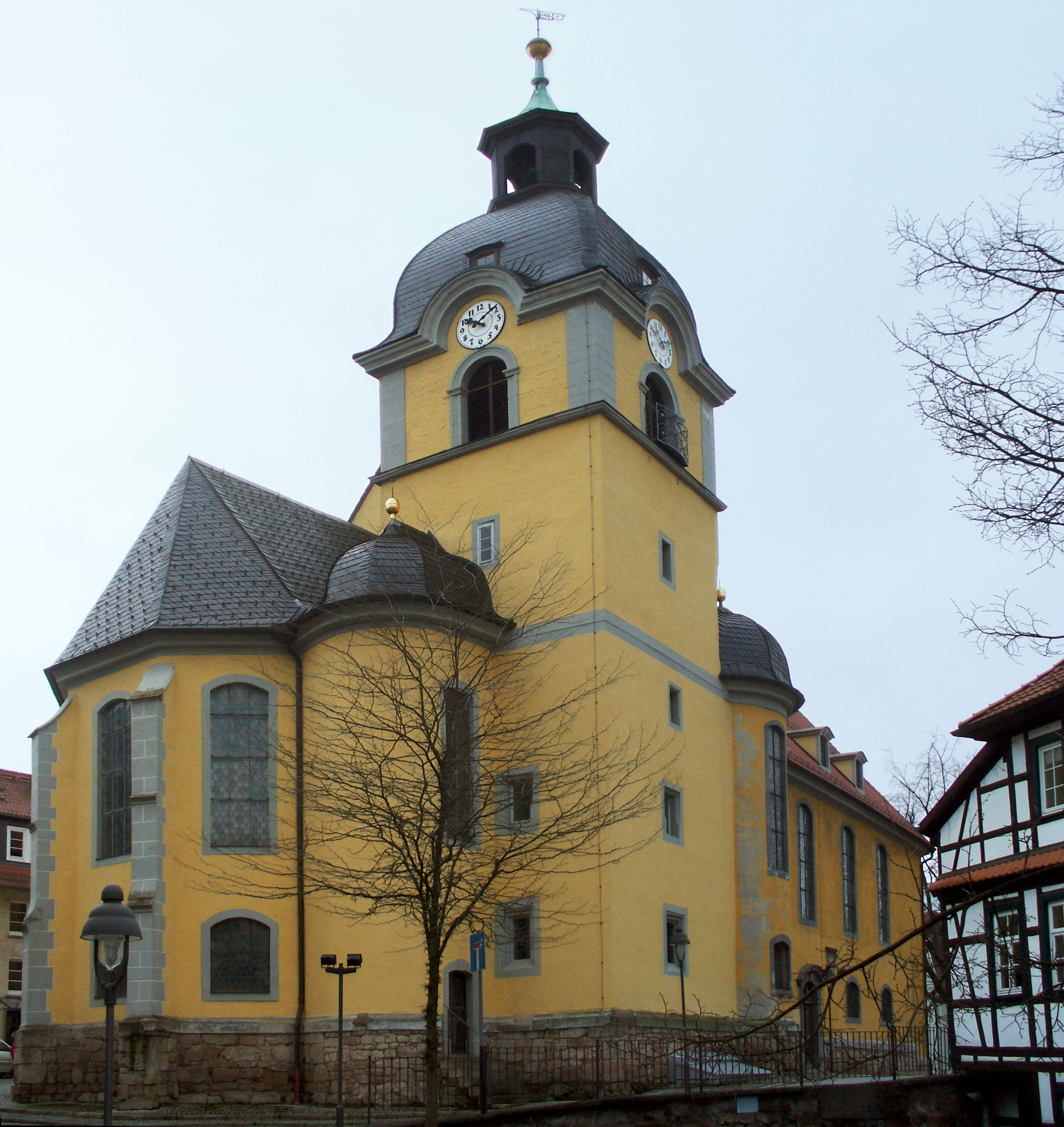
L'église St-Marien
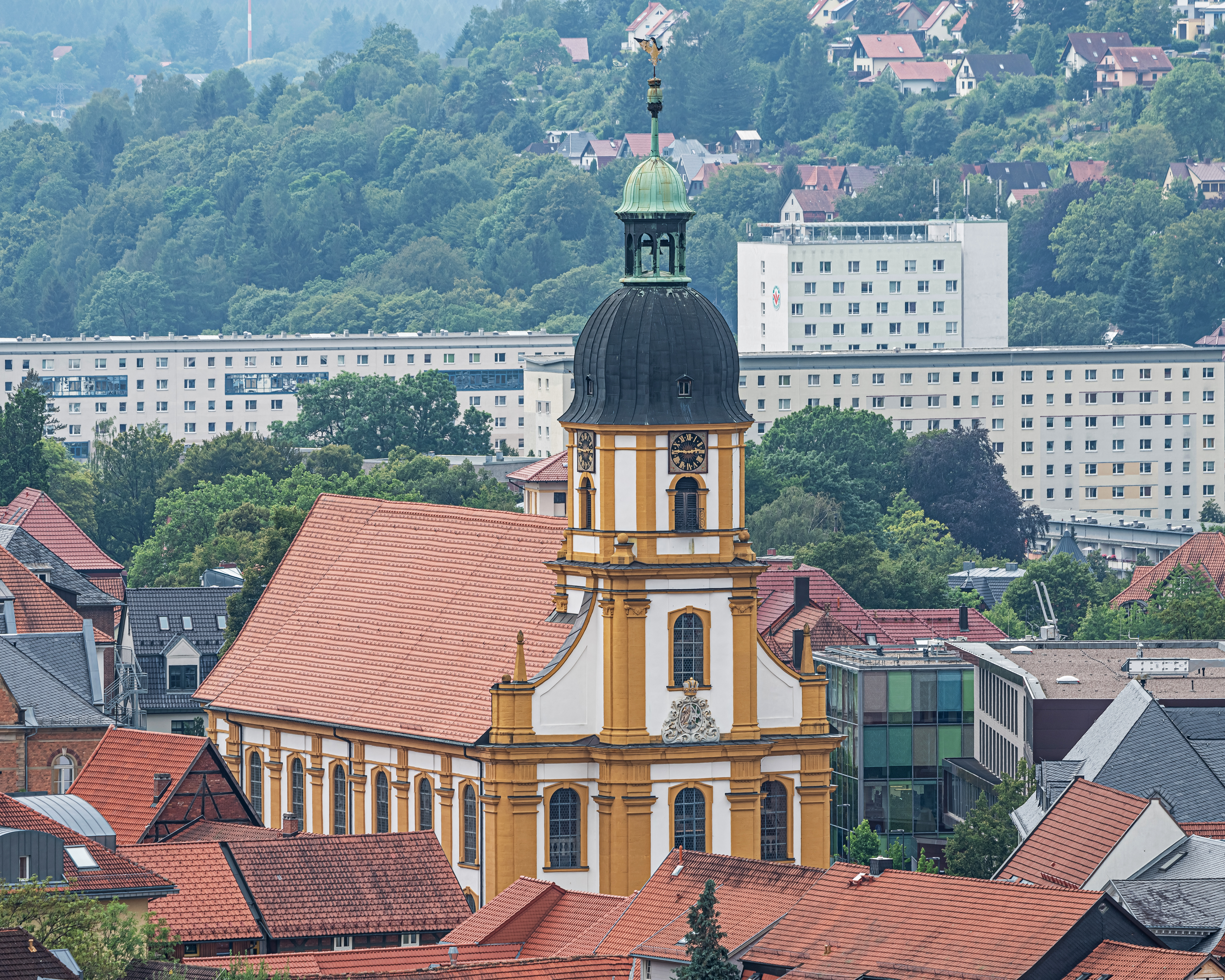
Kreuzkirche
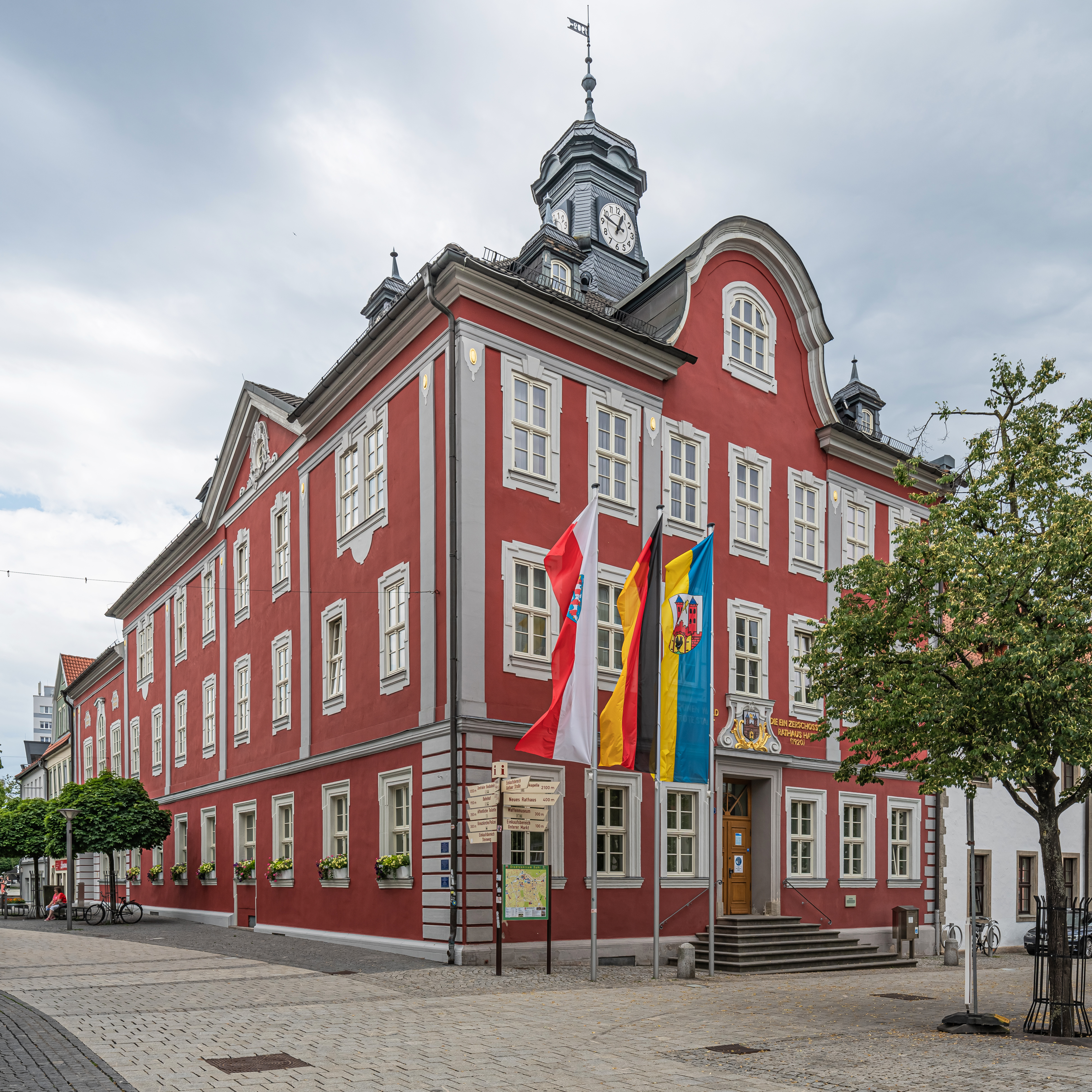
La mairie
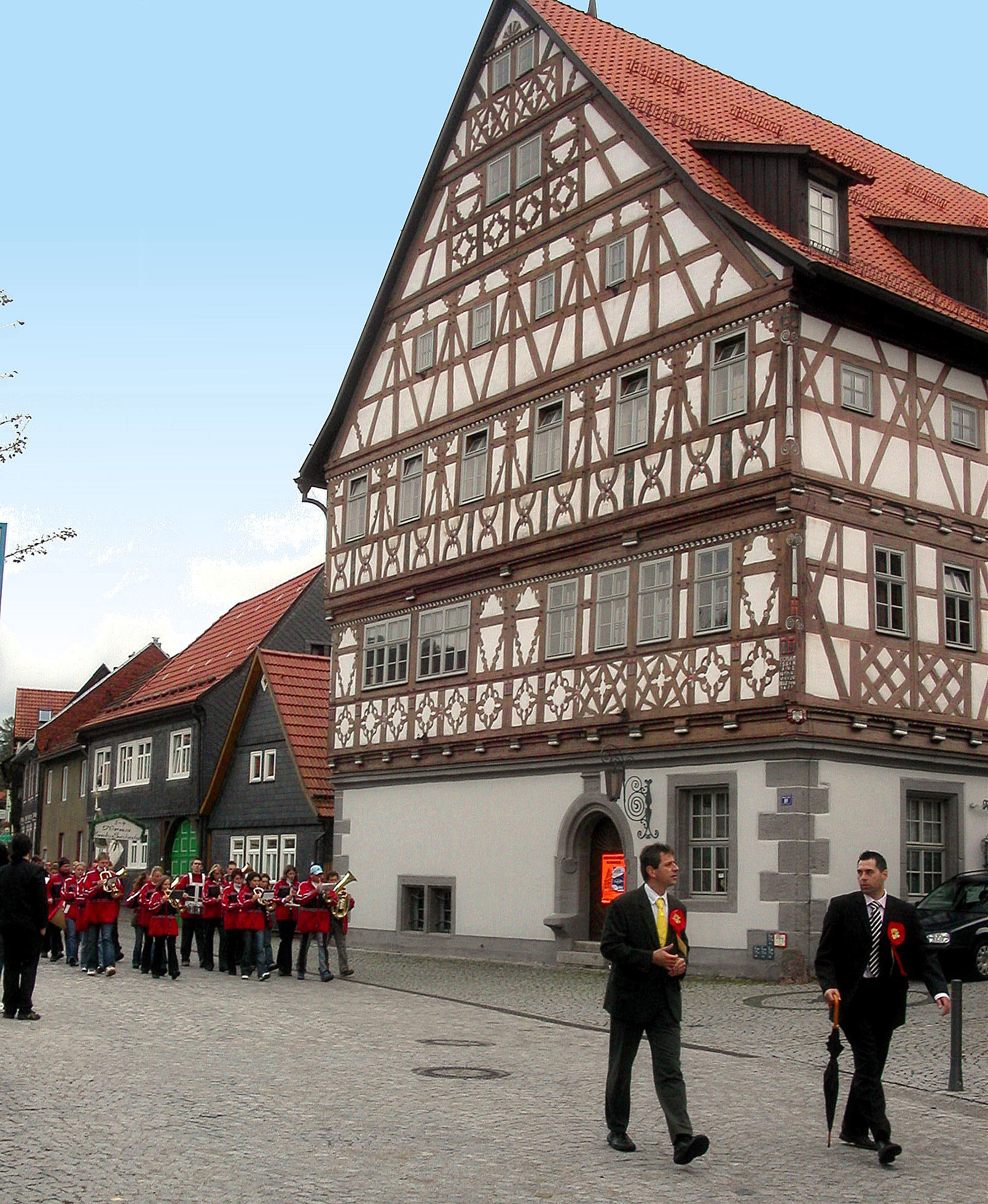
La mairie de Heinrichs
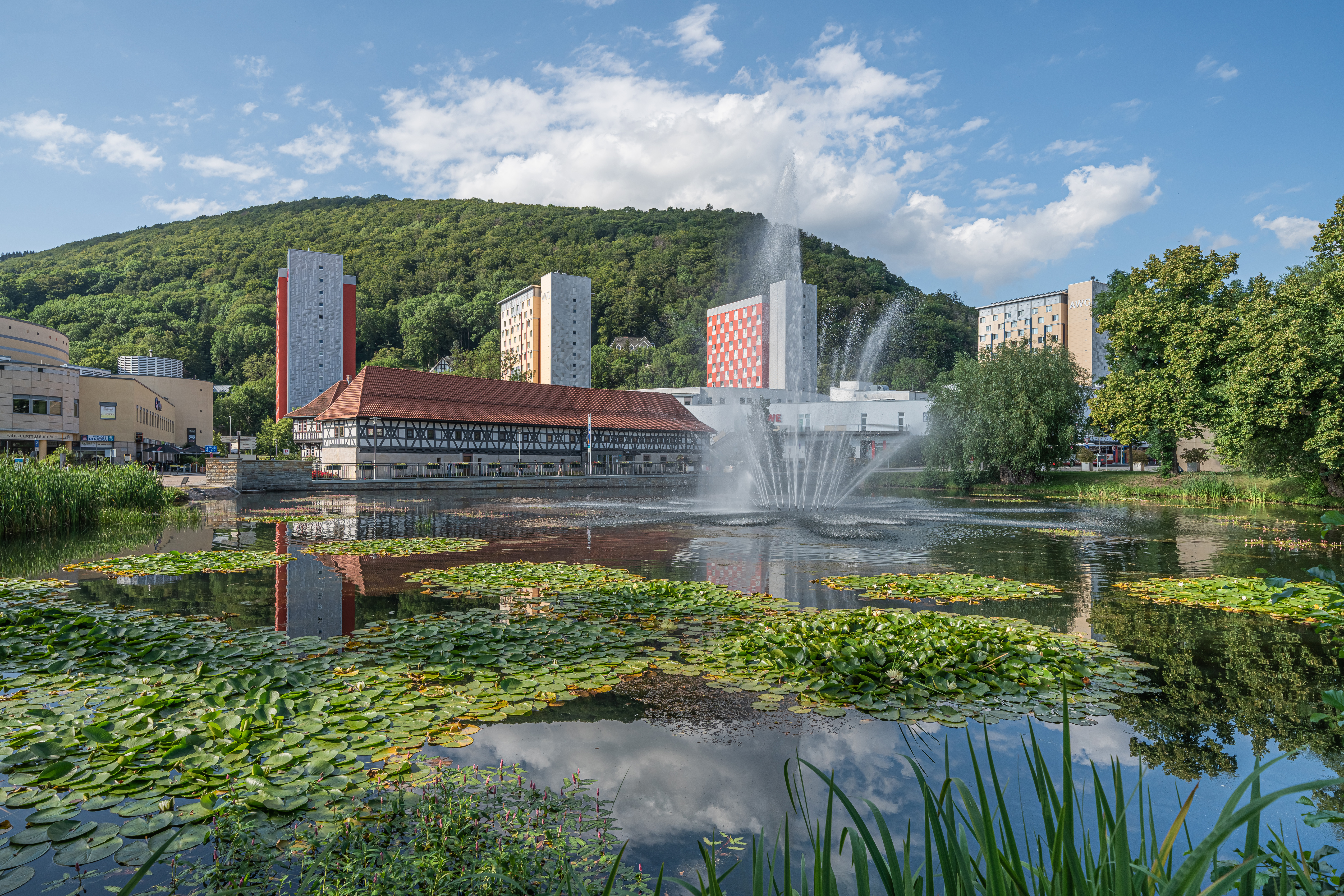
Le musée des armes (Waffenmuseum), à l'arrière plan la colline Domberg. Juillet 2020.
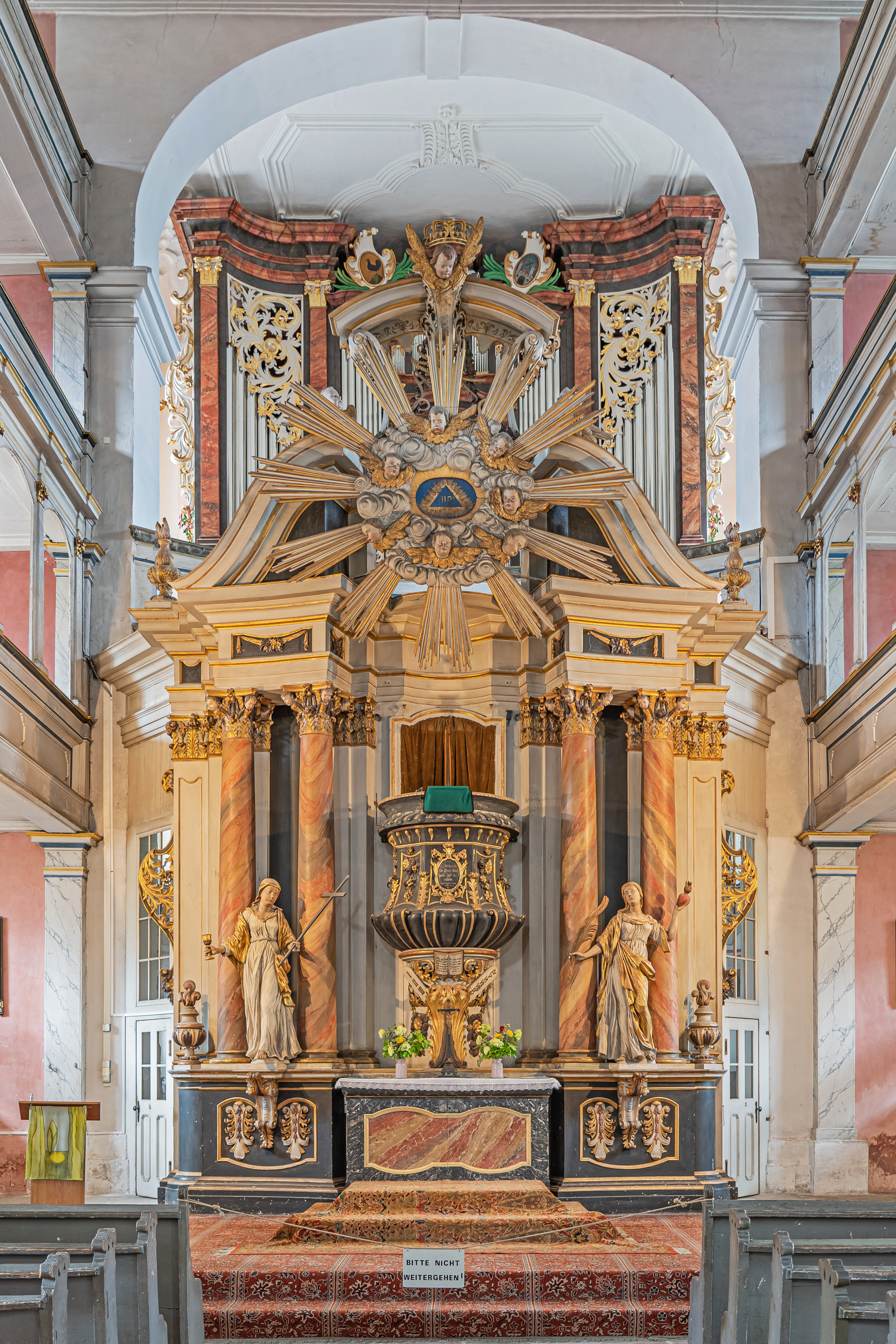
Dans la Kreuzkirche (Suhl) (de). Juillet 2020.

- L'église St-Marien (édifiée 1487–1491, après des incendies en 1590, 1634 et 1753 reconstruite), censée être la plus grande église du style rococo de l'Allemagne de l'Est
- Kreuzkirche (édifié en 1731–1737)
- La mairie (édifié en 1590, réaménagée en 1910 en style baroque)
- Le Malzhaus édifice à colombages, qui abrite également le musée des armes (Waffenmuseum)
- Un ensemble de maisons à colombages dans le quartier de Heinrichs

## Personnalités liées à la ville

### Nées à Suhl
- Wilhelm Cuno (1876–1933), chancelier du Reich
- Corinna Harfouch (1954-), actrice
- Guido Heym (1882-1945), homme politique et résistant
- Sandra Hüller (1978-), actrice
- Mario Kummer (1962-), coureur cycliste, champion olympique en 1988.
- Christiane Huth (1980-), rameuse médaillée aux Jeux Olympiques de 2008.

### Divers
- Jean-Sébastien Bach (1685–1750), inaugure en 1713 le nouvel orgue de l'église St-Marien
- Johann Wolfgang von Goethe (1749–1832), inspecte en 1780 les mines près de Suhl
- Napoléon Ier (1769–1821), censé avoir logé à Suhl après sa défaite lors de la Bataille de Leipzig

## Curiosités
- En 2001 l'administration de Suhl oublia de payer ses droits pour son adresse web, si bien que Norbert Suhl en profitai pour l'acheter pour son propre site web. Malgré une plainte que la ville a portée contre lui, il a pu la garder. C'est la raison pour laquelle vous trouverez le site web officiel de Suhl sous le lien www.suhltrifft.de.

- D'après une blague régionale, Suhl est située si près du bord du monde que l'on peut voir Zella-Mehlis.

- La ville a accueilli la convention furry annuelle Eurofurence entre 2007 et 2009[2].

## Jumelages
La ville de Suhl est jumelée avec :
- Bègles (France) depuis 1962
- Kalouga (Russie) depuis 1969
- České Budějovice (Tchéquie) depuis 1979
- Leszno (Pologne) depuis 1984
- Lahti (Finlande) depuis 1988
- Wurtzbourg (Allemagne) depuis 1988
- Smolyan (Bulgarie) depuis 1998

## Sport
Le VfB 91 Suhl est le club de Volley-Ball de la ville, dont l'équipe première féminine évolue en Bundesliga 1.
Le club a obtenu son meilleur classement en Bundesliga en 2007, en atteignant la troisième place de la compétition.
Le club a remporté deux fois la compétition européenne de la DVV Cup en 2008 et en 2011.

## Notes et références

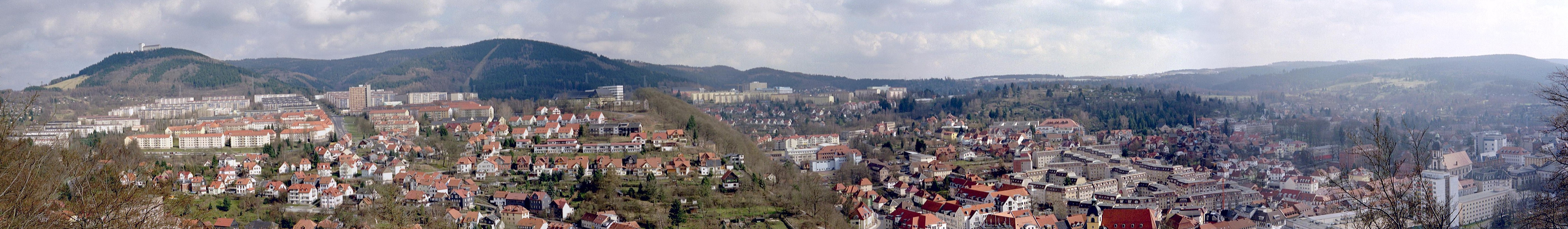
Suhl vue de lOttillienkapelle